# Tour della nazionale maschile di rugby a 15 dell'Inghilterra 1990
Tra luglio e agosto del 1990 la nazionale inglese di rugby, sotto la guida del C.T. Geoff Cooke, intraprese un tour di tre settimane in Argentina che prevedeva due test match contro i Pumas e cinque incontri infrasettimanali con un club e quattro selezioni provinciali.
La squadra era capitanata da Will Carling e stava attraversando un momento di ricostruzione in vista della Coppa del Mondo di rugby 1991 che proprio l’Inghilterra avrebbe ospitato; quanto all’Argentina, durante le qualificazioni alla successiva Coppa del Mondo aveva perso 15-19 in casa contro il Canada e si sarebbe presentata al torneo come seconda delle Americhe, in un girone che le avrebbe viste contrapposte ad Australia, Samoa e la stessa Inghilterra.
Per via della natura fondamentalmente sperimentale della nazionale, l’Inghilterra perse 4 delle 7 partite del tour incluso un test match: la prima sconfitta occorse contro il Banco Nación capitanato da Hugo Porta che mise tra i pali 21 dei 29 punti con cui la squadra vinse l'incontro; altra sconfitta rilevante fu quella contro l’Unione di Buenos Aires; quella a Mendoza contro Cuyo giunse alla vigilia del primo test match, che gli inglesi portarono a casa per 25-12.
Dopo la vittoria a Córdoba giunse il secondo test match; il C.T. argentino Rodolfo O'Reilly ebbe l'intuizione di usare Hernán Vidou, mediano d'apertura del Buenos Aires, nel ruolo di tre quarti ala.
Vidou, già autore di tutti i 12 punti del test match precedente, marcò 15 punti al piede e nonostante le due mete inglesi di Heslop e Hodgkinson, la squadra britannica si fermò a 13.
Fu la prima volta che i Pumas batterono gli inglesi nella storia degli incontri tra le due nazionali.
Tale incontro segnò anche l’addio al rugby internazionale di due giocatori-simbolo per l’Argentina, Rafael Madero ed Eliseo Branca.

## Risultati

### Itest match
| Arbitro: | Brian Kinsey |

|           |      |                |
|           | mt   | Ryan Oti       |
|           | tr   | Hodgkinson     |
| Vidou (4) | c.p. | Hodgkinson (5) |

| Arbitro: | Brian Kinsey |

|           |      |                   |
|           | mt   | Hodgkinson Heslop |
|           | tr   | Hodgkinson        |
| Vidou (5) | c.p. | Hodgkinson        |

### Gli altri incontri
| Arbitro: | Jorge Cohen |

|               |      |                                   |
| Gentile Gómez | mt   | R. Robinson Liley Buckton Kimmins |
|               | tr   | Pears                             |
| Porta (5)     | c.p. | Pears                             |
| Porta (2)     | drop |                                   |

| Arbitro: | J.L. Rolandi |

|                    |      |                          |
| M. Terán G. Terán  | mt   | Oliver                   |
| Martínez Riera (2) | c.p. | Hodgkinson (3) Pears (2) |

| Arbitro: | Efraim Sklar |

|                            |      |                             |
| Cubelli S. Ezcurra Laborde | mt   | Ryan Carling Egerton Heslop |
| G. Angaut                  | tr   | Pears (2)                   |
| G. Angaut (4)              | c.p. | Pears                       |

| Arbitro: | Marcelo Firpo |

|                        |      |                |
| A. Filizzola Bertranou | mt   |                |
| G. Filizzola           | tr   |                |
| G. Filizzola (3)       | c.p. | Hodgkinson (7) |
| G. Filizzola           | drop |                |

| Arbitro: | Miguel Peyrone |

|          |      |           |
|          | mt   | Kimmins   |
|          | tr   | Liley     |
| Cosa (4) | c.p. | Liley (3) |